# 1939 en cyclisme
| Années du cyclisme : 1936 - 1937 - 1938 - 1939 - 1940 - 1941 - 1942    |
| Décennies du cyclisme : 1900 - 1910 - 1920 - 1930 - 1940 - 1950 - 1960 |

Les faits marquants de l'année 1939 en cyclisme.

## Mars
- 5 mars : l'Italien Pierino Favalli gagne Milan-Turin pour la deuxième année d'affilée.
- 12 mars : le Suisse Karl Litschi gagne le Grand Prix de Cannes. L'épreuve ne reprendra qu'en 1941.
- 12 mars : le Belge Frans Spiessens gagne le Tour du Limbourg. L'épreuve ne reprendra qu'en 1941.
- 19 mars : Gino Bartali remporte Milan-San Remo.
- 19 mars : l'Italien Quirino Toccacelli gagne la Coupe M.A.T.E.R. Ensuite l'épreuve disparait du calendrier international.VP
- 19 mars : le Français Maurice Archambaud gagne Paris-Nice pour la deuxième fois. L'épreuve ne reprendra qu'en 1946.
- 26 mars : le Français André Deforge gagne le Critérium national de la route.

## Avril
- 2 avril : le Belge Karel Kaers gagne le Tour des Flandres.
- 9 avril : Émile Masson junior gagne Paris-Roubaix. L'épreuve reprendra en 1943.
- 9 avril : l'Italien Gino Bartali gagne le Tour de Toscane.
- 10 avril : le Français Gabriel Bouffier gagne le Grand prix de Fréjus. L'épreuve ne sera pas disputée en 1940 et reprendra en 1941.
- 16 avril : le Belge Frans Bonduel gagne Paris-Bruxelles pour la deuxième fois. L'épreuve ne reprendra qu'en 1945.
- 21 avril : l'Italien Marco Cimatti gagne Milan-Modène.
- 23 avril : le Français Louis Le Guevel gagne la Polymultipliée. L'épreuve ne sera pas disputée en 1940 et reprendra en 1941.
- 23 avril : le Belge Romain Maes gagne le Circuit des Régions Flamandes.
- 28 avril : départ du Tour d'Italie.

## Mai
- 1er mai : le Belge Gustave Deloor gagne le Grand Prix Hoboken.
- 5 mai : le Suisse Karl Litschi gagne le Championnat de Zurich.
- 7 mai : le Belge Frans Bonduel gagne Paris-Tours. L'épreuve ne sera pas disputée en 1940 et reprendra en 1941.
- 14 mai : le Belge Albert Ritserveld gagne Liège-Bastogne-Liège.L'épreuve ne reprendra qu'en 1943
- 15 mai : le Français Marcel Laurent gagne Bordeaux-Paris pour la deuxième fois d'affiléé. L'épreuve ne reprendra qu'en 1946.
- 18 mai : Giovanni Valetti gagne le Tour d'Italie pour la deuxième année d'affilée.
- 23 mai : le Luxembourgeois Mathias Clement gagne le Tour de Luxembourg pour la quatrième fois. L'épreuve ne sera pas disputée en 1940 et reprendra en 1941.
- 29 mai : le Belge Joseph Somers gagne le Tour de Belgique. L'épreuve reprendra en 1945.
- 29 mai : le Français André Desmoulins gagne le Tour de l'Oise. L'épreuve ne reprendra qu'en 1950.
- 30 mai : le Belge André Declerck gagne Gand-Wevelgem. L'épreuve ne reprendra qu'en 1945.

## Juin
- 4 juin : l'Italien Gino Bartali remporte le Tour du Piémont pour la deuxième fois. L'Italien Fausto Coppi, troisième, est la révélation de cette course[1]. Coppi participe à la course dans la catégorie des indépendants, c'est-à-dire en coureur amateur qui participe aux courses professionnelles sur ses propres deniers. Il conduit une échappée solitaire qui semble aller au bout, mais dans la côte de Moriondo sa chaine déraille. Il s'arrête pour réparer et voit revenir sur lui Gino Bartali. Coppi trouve toutefois les ressources pour décrocher la troisième place. Mais ses efforts n'ont pas été en vain, il est remarqué par Eberardo Pavesi directeur sportif de l'équipe Legnano. C'est ainsi que, Coppi en 1940, commence sa carrière professionnelle comme coéquipier de Gino Bartali.
- 4 juin : le Français Antoine Arnaldi gagne le Grand prix d'Antibes. Ensuite l'épreuve disparait du calendrier international, le Grand Prix d'Antibes qui sera créé en 1958 est une épreuve différente les deux palmarès sont distincts.
- 13 juin : le Néerlandais Janus Hellemons devient champion des Pays-Bas sur route.
- 18 juin : le Belge Edmond Delathouwer gagne la Flèche wallonne. L'épreuve ne reprendra qu'en 1941.
- 18 juin : le Luxembourgeois Arsene Mersch redevient champion du Luxembourg sur route.
- 18 juin : le Suisse Karl Litschi devient champion de Suisse sur route.
- 18 juin : le Français Georges Speicher redevient pour la troisième fois champion de France sur route. L'épreuve ne sera pas disputée en 1940 et reprendra en 1941.
- 19 juin : le Britannique Bill Messer gagne le Manx Trophy. L'épreuve ne reprendra en 1947.
- 21 juin : le Français Alphonse Antoine gagne le Tour du Doubs. l'épreuve ne reprendra qu'en 1948.
- 24 juin : l'Allemand Georg Umbenhauer gagne le Tour d'Allemagne. L'épreuve ne reprendra qu'en 1947 sous le nom de Tour de R F A.
- 25 juin : 1re manche du championnat d'Italie sur route, l'Italien Cino Cinelli gagne le Tour de Campanie.
- 25 juin : le Belge Emile Laplanche gagne le Grand Prix de Fourmies. L'épreuve ne sera pas disputée en 1940 et reprendra en 1941.
- 25 juin : comme l'an dernier le Belge Adolf Braeckeveldt gagne le Grand Prix de Wallonie. L'épreuve ne reprendra qu'en 1942.

## Juillet
- 2 juillet : l'Italien Adolfo Leoni gagne le Tour de Vénétie. L'épreuve ne sera pas disputée en 1940 et reprendra en 1941.
- 10 juillet : départ du 33e Tour de France, la situation internationale est tendue et la guerre est proche. Le Parcours du Tour évite les frontières du nord et de l'est. Les équipes d'Allemagne, d'Italie et d'Espagne ne prennent pas le départ. Mais les Français vont tout de même oublier les malheurs qui s'annoncent en se passionnant pour le Tour. Le barème des bonifications change, le vainqueur d'une étape ne glane que 30 secondes de bonifications ou une minute de bonification seulement si son avance sur le second est de au moins 30 secondes. Le barème des bonifications aux sommets de cols comptant pour le grand Prix de la montagne est de 1 minute si le premier a au moins 30 secondes d'avance sur le deuxième, sauf au sommet des cols du Tourmalet, Izoard et de l'Iseran où l'avance doit être au moins de 1 minute. À partir de la seconde étape le dernier du classement général est éliminé. C'est la création des équipes régionales qui vont mettre le feu chaque fois qu'elles arrivent dans leurs régions respectives. Le Français Amédée Fournier gagne, au sprint devant un groupe de 9 coureurs, la 1re étape Paris-Caen, 2eme le Belge Romain Maes, 3eme le Belge Marcel Kint. Le sprint du peloton est remporté par le Français Auguste Mallet 10eme à 46 secondes. Au classement général, Fournier prend le maillot jaune, 2eme et 3eme Romain Maes et Kint à 30 secondes.
- 11 juillet : la 1re demi-étape contre la montre de la 2eme étape du Tour de France Caen-Vire est remporté par le Belge Romain Maes, 2eme à 24 secondes le Néerlandais Jan Lambrichs, 3eme le Suisse Karl Litschi à 1 minute 18 secondes, 4eme le Belge Félicien Vervaecke à 1 minute 24 secondes. Le peloton est disloqué, le Belge Sylvère Maes (qui n'a pas de lien de parenté avec Romain Maes) est 7eme à 2 minutes 11 secondes, le Belge Marcel Kint est 13eme à 3 minutes 6 secondes, le Français René Vietto (leader de l'équipe du sud-est) est 18eme à 4 minutes 3 secondes et le Français Victor Cosson est 40eme à 6 minutes 18 secondes. Au classement général Romain Maes prend le maillot jaune, 2eme Lambrichs à 1 minute 14 secondes, 3eme Vervaecke à 2 minutes 42 secondes.
- Le Français Eloi Tassin gagne 2eme demi-étape Vire-Rennes, 2eme le Français Jean Fontenay à 9 secondes, 3eme le Belge Albertin Disseaux même temps suivi de 8 hommes dont les Français Victor Cosson et René Vietto respectivement 4eme et 5eme même temps. Le Suisse René Pedroli 32eme à 9 minutes 36 secondes remporte le sprint du peloton où se trouvent tous les favoris. Au classement général Fontenay prend le maillot jaune, 2eme Vietto à 2 minutes 10 secondes, 3eme Tassin à 2 minutes 11 secondes.
- 12 juillet : le Français Pierre Cloarec gagne la 3eme étape du Tour de France Rennes-Brest, 2eme le Néerlandais Anton Van Schendel à 13 secondes, 3eme le Belge Edmond Delathouwer à 24 secondes, 4eme le Français Dante Gianello à 44 secondes. Le Français René le Grevès 5eme à 50 secondes remporte le sprint du peloton. Pas de changement en tête du classement général.
- 13 juillet : le Français Raymond Louviot gagne, au sprint devant un groupe de 8 coureurs, la 4eme étape du Tour de France Brest-Lorient, 2eme le Néerlandais Albert Van Schendel (à ne pas confondre avec Anton), 3eme le Suisse Karl Litschi, 4eme le Belge Albertin Disseaux. Le Français René Vietto 7eme et le Luxembourgeois Mathias Clemens 8eme font partie de ce groupe. Suivent d'autres hommes intercalés et le Français René Le Grevès 17eme à 4 minutes 27 secondes remporte le sprint du peloton où se trouvent les autres favoris. Au classement général, René Vietto prend le maillot jaune, 2eme Mathias Clémens à 6 secondes, 3eme Disseaux à 1 minute 6 secondes.
- 14 juillet : le Français Amédée Fournier gagne au sprint la 5eme étape du Tour de France Lorient-Nantes, 2eme le Français Jean Fréchaut, 3eme le Belge Eloi Meulenberg tous même temps. D'autres coureurs sont intercalés et le Français René Le Grevès 11eme à 32 secondes remporte le sprint du peloton. Pas de changement en tête du classement général.
- 15 juillet : la 1re demi-étape de la 6eme étape du Tour de France Nantes-La Rochelle est remportée au sprint par le Belge Lucien Storme, 2eme le Français Maurice Archambaud, 3eme le Belge Félicien Vervaecke, tous même temps. Le Belge Romain Maes 4eme à 32 secondes remporte le sprint du peloton.
- La 2eme demi-étape La Rochelle-Royan est remportée par le Français Edmond Pages, 2eme le Français Roger Bailleux à 10 secondes, 3eme à 28 secondes le Français René Le Grevès qui remporte le sprint du peloton. Pas de changement en tête du classement général. Il y a repos le 16 juillet.
- 16 juillet : 2e manche du championnat d'Italie sur route, l'Italien Mario Vicini gagne le Tour du Latium qui s'appelle cette année là la Coupe Parisi Circuit du Latium-Rome.
- 17 juillet : le Français Raymond Passat gagne, au sprint devant un groupe de 4 hommes, la 7eme étape du Tour de France Royan-Bordeaux, 2eme le Néerlandais André de Korver, 3eme le Belge Cyriel Vanoverberghe, 4eme le Belge Jules Lowie tous même temps. Le Français Paul Maye 5eme à 1 minute 31 secondes remporte le sprint du peloton. Pas de changement en tête du classement général.
- 18 juillet : la 1re demi-étape de la 8eme étape du Tour de France Bordeaux-Salies du Béarn est remportée par le Belge Marcel Kint, 2eme le Français Fabien Galateau, 3eme le Français Jean Fréchaut tous même temps, 4eme le Néerlandais Anton Van Schendel à 28 secondes. Le Belge Lucien Storme 5eme à 52 secondes remporte le sprint du peloton. Pas de changement en tête du classement général.
- Le contre la montre de la 2eme demi-étape Salies du Béarn-Pau est reporté par le Suisse Karl Litschi, 2eme le Français Maurice Archambaud à 14 secondes, 3eme le Belge Lucien Vlaemynck à 1 minute 22 secondes, 4eme le Belge Sylvère Maes à 2 minutes 3 secondes. Le Belge Albertin Disseaux termine 11eme à 4 minutes 23 secondes, le Français René Vietto finit 12eme à 4 minutes 31 secondes, le Luxembourgeois Mathias Clemens arrive 30eme à 7 minutes 54 secondes. Au classement général Vietto conserve le maillot jaune, 2eme Disseaux à 58 secondes, 3eme Vlaemynck à 2 minutes 37 secondes, 4eme Sylvère Maes à 2 minutes 57 secondes.
- 19 juillet : le Belge Eddy Vissers gagne en solitaire la 9eme étape du Tour de France Pau-Toulouse qui emprunte les cols d'Aubisque, du Tourmalet et d'Aspin, 2eme le Belge Sylvère Maes à 4 minutes 4 secondes, 3eme le Belge Albert Ritserveldt, 4eme le Français Dante Gianello, 5eme le Français René Vietto tous même temps. Le Français Sylvain Marcaillou 6eme à 7 minutes 42 secondes règle au sprint le groupe des poursuivants où se trouve le Belge Lucien Vlaemynck. Le Belge Albertin Disseaux termine 24eme à 17 minutes 48 secondes et quitte le podium. Au classement général, 1er Vietto, 2eme Sylvère Maes à 2 minutes 57 secondes, 3eme Vlaemynck à 6 minutes 15 secondes. La rivalité Vissers-Sylvère Maes divise l'équipe Belge.  Il y a repos le 20 juillet
- 21 juillet : la 1re demi-étape de la 10eme étape du Tour de France Toulouse-Narbonne est remportée par le Français Pierre Jaminet, 2eme le Néerlandais Anton Van Schendel à 49 secondes, 3eme le Français Oreste Bernardoni tous même temps. Après d'autres hommes intercalés, le Français Sylvain Marcaillou 7eme à 1 minute 31 secondes remporte le sprint du peloton. Pas de changement en tête du classement général.
- Le contre la montre de la 2eme demi-étape Narbonne-Béziers est remporté par le Français Maurice Archambaud, 2eme le Français Pierre Jaminet à 38 secondes, 3eme le Belge Eddy Vissers à 1 minute 20 secondes, 4eme le Belge Lucien Vlaemynck à 1 minute 24 secondes, 8eme le Français René Vietto à 1 minute 33 secondes, 10eme le Belge Sylvère Maes à 1 minute 55 secondes. La performance de Vietto réjouit ses supporteurs qui espère que le Roi René résistera à Maes jusqu'à la fin du Tour. Au classement général, 1er Vietto, 2eme Maes à 3 minutes 19 secondes, 3eme Vlaemynck à 6 minutes 6 secondes.
- La 3eme demi-étape Béziers-Montpellier est remportée par le Français Maurice Archambaud, 2eme le Belge Albert Hendrickx à 52 secondes qui remporte le sprint du peloton devant le Français pierre Jaminet 3eme même temps. Pas de changement en tête du classement général.
- 22 juillet : le Français Fabien Galateau gagne, au sprint devant son compagnon d'échappée, la 11eme étape du Tour de France Montpellier-Marseille, 2eme le Luxembourgeois Pierre Clemens même temps. Le Français René Le Grevès 3eme à 1 minute remporte le sprint du peloton. Pas de changement en tête du classement général.
- 23 juillet : la 1re demi-étape de la 12eme étape du Tour de France Marseille-Saint Raphaël est remportée au sprint par le Luxembourgeois François Neuens, 2eme le Français Pierre Jaminet même temps, 3eme le Français Maurice Archambaud à 13 secondes. D'autres coureurs sont intercalés et le Français Amédée Fournier 6eme à 1 minute 1 secondes remporte le sprint du peloton. Pas de changement en tête du classement général.
- La 2eme demi-étape Saint Raphaël-Monaco qui emprunte le col d'Eze est remportée par le Français Maurice Archambaud, 2eme le Belge Sylvère Maes même temps, 3eme à 1 minute 30 secondes le Français Pierre Gallien qui remporte le sprint du peloton où se trouvent tous les favoris sauf le Belge Lucien Vlaemynck 13eme à 2 minutes 23 secondes. Le Français René Vietto a reproché à Archambaud d'avoir fait la course de Sylvère Maes et de lui avoir fait perdre un temps précieux. Au classement général, 1er Vietto, 2eme Sylvère Maes à 1 minute 49 secondes, 3eme Vlaeminck à 6 minutes 59 secondes.
- 23 juillet : l'Italien Giordano Cottur gagne le Tour d'Ombrie.
- 24 juillet : le Français Pierre Gallien gagne en solitaire la 13eme étape du Tour de France Monaco-Monaco qui emprunte la Turbie et les cols de Braus et de Castillon (la boucle de Sospel avec la Turbie d'abord au lieu d'être l'ultime ascension), 2eme le Français Edmond Pages à 1 minute 5 secondes, 3eme le Belge Albert Hendrickx à 1 minute 21 secondes. Le Belge Sylvère Maes 12eme et le Français René Vietto 13eme finissent à 1 minute 52 secondes et le Belge Lucien Vlaemynck termine 22eme à 2 minutes 55 secondes. Au classement général : 1er Vietto, 2eme Sylvère Maes à 1 minute 49 secondes, 3eme Vlaemynck à 8 minutes 2 secondes.
- 25 juillet : le Français Pierre Cloarec gagne, au sprint devant ses 3 compagnons d'échappée, la 14eme étape du Tour de France Monaco-Digne qui emprunte le col des Leques, 2eme le Français Raymond Passat , 3eme le Français Joseph Aureille, 4eme le Français Victor Cosson, 5eme le Français Trino Yelamos tous même temps. Le Français René Le Grevès 6eme à 7 minutes 16 secondes remporte le sprint du peloton. pas de changement en tête du classement général.
- 25 juillet : l'Espagnol José Felix Escauriaza gagne le Grand prix de Villafranca.
- 26 juillet : le Belge Sylvère Maes gagne en solitaire la 15eme étape du Tour de France Digne-Briançon qui emprunte les cols d'Allos, de Vars et de l'Izoard, 2eme le Français Pierre Gallien à 3 minutes 23 secondes, 3eme le Français Dante Gianello à 6 minutes 26 secondes, 4eme le Luxembourgeois Pierre Clemens (frère de Mathias) à 8 minutes 37 secondes, 5eme le Belge Eddy Vissers à 12 minutes 5 secondes, 6eme le Luxembourgeois Mathias Clemens même temps. Le Belge Lucien Vlaemynck finit 11eme à 15 minutes 17 secondes et le Français René Vietto termine 15eme à 17 minutes 1 secondes. Vietto est démoralisé il dit " je n'ai plus mes jambes d'une fois". Mais ses jambes ne sont pas la cause de son échec, certes Vietto est grippé mais la raison de sa défaillance est expliqué par son équipier le Français Fabien Galateau : " nous devions souvent aller le chercher (depuis le début du Tour) en queue de peloton pour le ramener en lui disant " abrite-toi, profite de l'abri des roues des autres ". Mais il n'aimait pas et tout cela additionné faisait bien des efforts inutiles qu'il a finis par payer durement ". Tous les favoris étaient encore ensemble au pied de l'Izoard et soudain Sylvère Maes a giclé et n'a pas été repris même s'il a été accompagné par Gallien au début de son échappée. Au classement général Maes prend le maillot jaune, 2eme Vietto à 17 minutes 12 secondes, 3eme Vissers à 21 minutes 31 secondes.
- 27 juillet : la 1re demi-étape de la 16eme étape du Tour de France Briançon-Bonneval sur Arc qui emprunte les cols du Galibier et du Télégraphe est remportée par le Français Pierre Jaminet, 2eme le Luxembourgeois Mathias Clemens même temps, 3eme le Français Edmond Pages à 2 minutes 41 secondes, 4eme le Belge Albertin Disseaux à 2 minutes 43 secondes. Le Néerlandais le Néerlandais Albert Van Schendel (à ne pas confondre avec Anton) 5eme à 6 minutes 31 secondes remporte le sprint du groupe où figurent tous les favoris sauf le Belge Eddy Vissers 29eme à 17 minutes 33 secondes. Au classement général, 1er le Belge Sylvère Maes, 2eme le Français René Vietto à 17 minutes 12 secondes, 3eme le Belge Lucien Vlaemynck à 27 minutes 13 secondes.
- La 2eme demi-étape contre la montre en côte (premier du genre) Bonneval sur Arc-Bourg Saint Maurice qui emprunte le col de l'Iseran est remportée par le Belge Sylvère Maes, 2eme le Belge Eddy Vissers à 4 minutes 3 secondes, 3eme le Français Pierre Gallien à 4 minutes 10 secondes. Le Belge Lucien Vlaemynck arrive 9eme à 7 minutes 46 secondes et le Français René Vietto termine 17eme à 9 minutes 48 secondes. Au classement général : 1er Maes, 2eme Vietto à 27 minutes, 3eme Vlaemynck à 31 minutes 16 secondes.
- La 3eme demi-étape Bourg Saint Maurice-Annecy qui emprunte le col du Tamié est remportée par le Néerlandais Anton Van Schendel, 2eme le Luxembourgeois Pierre Clemens même temps, 3eme le Français Raymond Passat à 1 minute 1 seconde. D'autres coureurs sont intercalés et le Français Jean Fontenay 10eme à 2 minutes 5 secondes remporte le sprint du peloton. Pas de changement au classement général. Il y a repos le 28 juillet.
- 29 juillet : la 1re demi-étape de la 17eme étape du Tour de France Annecy-Dole qui emprunte le col de la Faucille est remportée par le Luxembourgeois François Neuens, 2eme le Néerlandais Anton Van Schendel même temps, 3eme à 25 secondes le Français René le Grevès. Pas de changement en tête du classement général.
- La 2eme demi-étape contre la montre Dole-Dijon est remportée par le Français Maurice Archambaud, 2eme le Belge Cyriel Vanoverberghe à 1 minute 11 secondes, 3eme le Belge Lucien Vlaeminck à 1 minute 39 secondes, 6eme le Belge Sylvère Maes à 2 minutes 37 secondes, 15eme le Français René Vietto à 4 minutes 5 secondes. Au classement général Sylvère Maes sauf accident a gagné le Tour, 2eme Vietto à 28 minutes 33 secondes, 3eme Vlaemynck à 30 minutes 3 secondes.
- 30 juillet : la 1re demi-étape de la 18eme étape du Tour de France Dijon-Troyes est remportée au sprint par le Français René Le Grevès, 2eme le Français Amédée Fournier, 3eme le Belge François Neuville puis tout le peloton. Enfin Le Grevès gagne une étape, il dominait les sprints du peloton depuis le début du Tour, mais la course était si animée qu'il n'y a pas eu jusqu'à cette étape, d'arrivée d'étape en peloton groupé.
- La 2eme demi-étape Troyes-Paris est remportée au sprint par le Belge Marcel Kint, 2eme le Belge Sylvère Maes, 3eme le Français Maurice Archambaud. Suivent d'autres coureurs intercalés et le Français René Le Grevès 9eme à 2 minutes 5 secondes remporte le sprint du peloton. Le Belge Sylvère Maes remporte le Tour de France, 2eme le Français René Vietto à 30 minutes 38 secondes, 3eme le Belge Lucien Vlaemynck à 32 minutes 58 secondes. Sylvère Maes remporte aussi le Grand Prix de la Montagne. Il sera pendant 30 ans le dernier vainqueur Belge du Tour jusqu'à l'avènement du Belge Eddy Merckx. À 25 ans René Vietto est optimiste et pense avoir sa chance de gagner le Tour dans les années qui suivent, la guerre va couper court à ses espoirs.  L'épreuve ne reprendra qu'en 1947

## Août
- 1er août : le Belge Achiel Buysse gagne le Grand Prix de l'Escaut. L'épreuve ne sera pas disputée en 1940 et reprendra en 1941.
- 5 août : l'Italien Lorenzo Mazzarello gagne le Tour des Apennins. L'épreuve ne reprendra qu'en 1946.
- 12 août : le Suisse Robert Zimmermann gagne le Tour de Suisse. L'épreuve ne sera pas disputée en 1940 et reprendra en 1941.
- 13 août : le Belge Marcel Kint devient champion de Belgique sur route.
- 13 août : le Britannique Jack Fancourt remporte le championnat de Grande-Bretagne sur route organisé par NCU. L'épreuve ne reprendra qu'en 1944.
- 13 août : le Français Eloi Tassin gagne le Circuit de l'Indre. L'épreuve ne sera pas disputée en 1940 et reprendra en 1941.
- 14 août : 3e manche du championnat d'Italie sur route, l'Italien Olimpio Bizzi gagne les 3 Vallées Varésines pour la deuxième fois. À l'issue de la course l'Italien Mario Vicini devient champion d'Italie sur route.
- 22 août : le Belge Marcel Kint gagne le Grand Prix de Zottegem. L'épreuve ne sera pas disputée en 1940 et reprendra en 1941.
- 26 août : le Belge Maurice Clautier gagne la Coupe Sels. L'épreuve ne reprendra qu'en 1942.

## Septembre
26 août-3 septembre championnats du monde de cyclisme sur piste à Milan. Le Néerlandais Jan Derksen est champion du monde de vitesse amateur.
La Déclaration de Guerre du 3 septembre stoppe les épreuves, la finale du championnat du monde de vitesse professionnelle n'est pas disputée.
Les Championnats du monde ne reprendront qu'en 1946.
3 septembre : l'Espagnol Fermin Trueba gagne la Vuelta a los Puertos.
24 septembre : l'Espagnol Mariano Canardo gagne le Tour de Catalogne pour la septième fois.

## Octobre
- 1er octobre : l'Italien Adolfo Leoni gagne le Trophée Moschini.
- 1er octobre : l'Espagnol Manuel Garcia Tomas gagne le Tour de Majorque.
- 8 octobre : l'Italien Adolfo Leoni gagne le Trophée Bernocchi.
- 12 octobre : l'Espagnol Antonio Sancho gagne le Tour d'Aragon. L'épreuve ne reprendra qu'en 1954.
- 15 octobre : l'Italien Serafino Biagioni gagne le Tour d'Émilie.
- 15 octobre : l'Espagnol Francisco Andres devient champion d'Espagne sur route.
- 22 octobre : Gino Bartali remporte le Tour de Lombardie pour la deuxième fois.
- cette année le championnat d'Allemagne sur route se dispute aux points sur plusieurs épreuves, l'Allemand Walter Loeber devient champion d'Allemagne sur route. (MERCI DE RENSEIGNER SUR LE NOM DES EPREUVES DISPUTEES ET LEURS DATES)

## Principales naissances
- 13 janvier : Huub Zilverberg, cycliste néerlandais.
- 19 janvier : Stanislav Moskvine, cycliste soviétique
- 16 février : Sergio Bianchetto, cycliste italien.
- 18 mars : Eddie Borysewicz, entraîneur et dirigeant d'équipes cyclistes américain.
- 17 avril : Francis Bazire, cycliste français.
- 25 mai : Ferdinand Bracke, cycliste belge.
- 4 juin : Ottavio Cogliati, cycliste italien († 10 avril 2008).
- 29 juin : Sante Gaiardoni, cycliste italien.
- 3 juillet : Willy Vanden Berghen, cycliste belge.
- 17 septembre : Mariano Díaz, cycliste espagnol.
- 28 septembre : Franco Cribiori, cycliste italien.
- 8 octobre : Giuseppe Beghetto, cycliste italien.
- 15 novembre : Antonio Gómez del Moral, cycliste espagnol.
- 25 novembre : Angelino Soler, cycliste espagnol.
- 21 décembre : Victor Van Schil, cycliste belge († 30 septembre 2009).
- 26 décembre : Giacomo Fornoni, cycliste italien.
- 28 décembre : Giuseppe Fezzardi, cycliste italien.

## Principaux décès
- 12 avril : Cyril Alden, cycliste britannique (° 1er janvier 1884).
- 24 avril : Louis Trousselier, cycliste français (° 29 juin 1881).
- 26 août : Louis Heusghem, cycliste belge (° 26 décembre 1882).
- 3 octobre : Marcel Buysse, cycliste belge (° 11 novembre 1889).
- 1er novembre : Aloïs Catteau, cycliste belge (° 11 août 1877).